# Lo Arado
Lo Arado es una localidad del estado mexicano de Jalisco. Es parte del municipio de Casimiro Castillo.

## Demografía
| Gráfica de evolución demográfica |
|                                  |

| Censo | Población |
| ----- | --------- |
| 1900  | 152       |
| 1910  | 216       |
| 1921  | 177       |
| 1930  | 156       |
| 1940  | 304       |
| 1950  | 967       |
| 1960  | 2 167     |
| 1970  | 3 057     |
| 1980  | 3 623     |
| 1990  | 3 889     |
| 2000  | 3 806     |
| 2010  | 3 617     |
| 2020  | 3 140     |